# José Adolfo Rodríguez
José Adolfo Rodríguez (Buenos Aires, 24 giugno 1922 – ...) è stato un calciatore argentino, di ruolo centrocampista.

## Carriera
Mediano, giocò per una stagione in Serie A con la Salernitana.